# 佐橋俊彦
佐橋 俊彦（さはし としひこ、1959年11月12日 - ）は、東京都出身の作曲家・編曲家である。フェイス音楽出版所属。

## 来歴・人物
幼少時代はベートーベンの『運命』等のクラシック音楽を聞き、少年時代は『サンダーバード』や『ウルトラセブン』などの劇伴に感銘を受ける。自身の作品の中でもそのテイストを盛り込んだものも多い。
中学校時代には紀行作家の稲葉なおとらと共に、4人編成のバンド「イナバンド」としての活動を行っていた。また、稲葉とは2人が中学2年の時に、当時の人気ラジオ番組『ハローパーティー』にも出演した。この頃の彼は沢田研二の大ファンであった。
その後、東京都立武蔵村山高等学校を経て、東京芸術大学音楽学部作曲科に入学した後は小林秀雄、黛敏郎に師事。在学中から先輩の宮川彬良の依頼で東京ディズニーランドのショー音楽を担当し始め、劇団四季のミュージカル等も担当。
1982年から清水義央率いるプログレッシブ・ロックバンドのKENSOのキーボーディストとして活躍していたが、1990年に作編曲の仕事が多忙になり脱退。
1986年に藝大を卒業後はミュージカル『聖闘士星矢』の音楽を和田薫と共作し、そこから次々とアニメ音楽を依頼されていくことになる。現在でもクラシックからロックなどジャンルを問わず、映画、テレビドラマ、アニメーション、特撮、ミュージカルなど幅広い分野で音楽や主題歌・挿入歌の作曲や編曲を手がけている。特にウルトラシリーズ、仮面ライダーシリーズ、スーパー戦隊シリーズ、ガンダムシリーズという、日本を代表するキャラクター作品に参加した経験を持ち、これらのシリーズをすべて担当した初の作曲家でもある。
髙寺成紀、福田己津央、星護、伊勢田雅也がプロデュースまたは監督・演出を務める作品に起用されることが多い。また、ネルケプランニングがキャスティングに関与している作品やADKホールディングス（旧旭通信社→アサツー ディ・ケイ、及び日本アドシステムズ）が関与する作品に起用される事が多い。
作曲家の坂部剛や大橋恵や未知瑠は過去に佐橋のアシスタントを務めていた。

## 作風
- 『007シリーズ』や海外SFドラマの影響から、金管楽器主体のオーケストラにリズム隊を加えた楽曲を好んでおり、作曲においてもシリアスな作品より大きなサウンドの楽曲を書ける作品の方が肌にあっていると述べている[5]。
- ディズニーランド時代の経験を基に、『仮面ライダー電王』の頃よりパネルに入れたデザイン画を参考にイメージを膨らませて作曲を行っている[5]。
- 『ウルトラマンガイア』ではオーケストラサウンド、『仮面ライダークウガ』ではエレキギターとシンセサイザーを強調したロックサウンドなど、作品ごとにスタイルを変えているのも特徴である[4]。佐橋は円谷プロダクション作品と東映作品とでは求める音が異なるとしており、前者は神々しさを帯びたメジャー調、後者はダークさも秘めたマイナーコードがそれぞれ似合うと述べている[2]。
- 全盛期の頃はジャンルの共通する作品での楽曲の使い回しが目立った[6]。

## エピソード
- スーパー戦隊シリーズで初めて手がけた『激走戦隊カーレンジャー』では、初回録音に60から70曲を用意せねばならず、執筆が間に合わず録音に遅刻した[5]。また、初回の作曲でアイデアを使い果たしてしまい、その後の作曲にも苦心し、以降の作品では全体のバランスを計算して作曲を行うようになったという[5]。初めてバランスをコントロールできたのは『星獣戦隊ギンガマン』であると述べている[2]。
- 音楽をモチーフとした『仮面ライダー響鬼』では、第1話の冒頭についてプロデューサーの髙寺成紀やパイロット監督の石田秀範はミュージカルにはせず音楽とカット割りを合わせる演出を想定しており、佐橋もこれを了解していたが、打ち合わせの中でモチベーションが上がり即興で作曲し、これが採用されミュージカル風の描写となった[7]。打ち合わせに参加していた石田は同じ作家として止められないという旨を髙寺へ述べており、髙寺はこれを佐橋のほとばしりであったと称している[7]。しかし、佐橋自身は後年のインタビューで覚えがないとしており、冗談か何かでミュージカルにしようと言ったのかもしれないとしている[2]。
- 佐橋は『獣電戦隊キョウリュウジャー』でメイン監督を務めた坂本浩一について、アメリカで活躍していた坂本の作風が海外ドラマの影響を受けている自身の作風と合致していたと述べている[5]。しかし、実際のオンエアでは武器の効果音が大きく、カット割りも細かったため、これに対応できるよう細かい曲にすればよかったと述懐している[2]。

## 主な作品

### テレビ番組
- みんなの体操（NHK）
- BSジュニアのど自慢（NHK BS2、1999年4月 - 2002年9月まで同番組のテーマ曲、ファンファーレ曲等を担当）
- 紅白歌合戦（NHK、1991年から1994年までのテーマ曲を作曲）
- 地球感動配達人 走れ!ポストマン（毎日放送、2008年 - 2009年、テーマ曲を含む同番組内の音楽を担当）
- dinner （フジテレビ、2013年のテーマ曲『人生にマンジャーレ』作曲等音楽を担当）

### 映画

#### 実写
- (ハル)（1996年）
- That's カンニング! 史上最大の作戦?（1996年）
- ときめきメモリアル（1997年）
- マグニチュード 明日への架け橋（1997年）
- お受験（1999年）
- ウルトラシリーズ
  - ウルトラマンティガ・ウルトラマンダイナ&ウルトラマンガイア 超時空の大決戦（1999年）
  - ウルトラマンメビウス&ウルトラ兄弟（2006年）
  - 大決戦!超ウルトラ8兄弟（2008年）
- 39 刑法第三十九条（1999年）
- ドリームメーカー（1999年）
- 世にも奇妙な物語 映画の特別編（2000年）（「チェス」・「結婚シミュレーター」を担当）
- プラトニック・セックス（2001年）
- 仮面ライダーシリーズ
  - 劇場版 仮面ライダーアギト PROJECT G4（2001年）
  - 劇場版 仮面ライダー響鬼と7人の戦鬼（2005年）
  - 劇場版 仮面ライダー電王 俺、誕生!（2007年）
  - モモタロスのなつやすみ（2007年）
  - 劇場版 仮面ライダー電王&キバ クライマックス刑事（2008年）
  - 劇場版 さらば仮面ライダー電王 ファイナル・カウントダウン（2008年）
  - 劇場版 超・仮面ライダー電王&ディケイド NEOジェネレーションズ 鬼ヶ島の戦艦（2009年）
  - 仮面ライダー×仮面ライダー×仮面ライダー THE MOVIE 超・電王トリロジー（2010年）
    - EPISODE RED ゼロのスタートウィンクル
    - EPISODE BLUE 派遣イマジンはNEWトラル
    - EPISODE YELLOW お宝DEエンド・パイレーツ

  - 平成仮面ライダー20作記念 仮面ライダー平成ジェネレーションズ FOREVER（2018年）川井憲次との連名[8]
  - 劇場版 仮面ライダージオウ Over Quartzer（2019年）
  - 仮面ライダー 令和 ザ・ファースト・ジェネレーション（2019年）坂部剛との連名
  - 仮面ライダー電王 プリティ電王とうじょう!（2020年）
  - 仮面ライダーギーツ×リバイス MOVIEバトルロワイヤル（2022年）中川幸太郎との連名
  - 映画 仮面ライダーギーツ 4人のエースと黒狐（2023年）
  - 仮面ライダー THE WINTER MOVIE ガッチャード&ギーツ 最強ケミー★ガッチャ大作戦（2023年）高木洋との連名
- ぷりてぃ・ウーマン（2002年）
- キラキラMOVIES（2009年）
  - 第1弾「2 STEPS!」
  - 第2弾「花ゲリラ」
  - 第3弾「新宿区歌舞伎町保育園」
- プリンセス トヨトミ（2011年）
- 忍たま乱太郎 夏休み宿題大作戦!の段（2013年）
- スーパー戦隊シリーズ
  - 劇場版 獣電戦隊キョウリュウジャー ガブリンチョ・オブ・ミュージック（2013年）
  - 獣電戦隊キョウリュウジャーVSゴーバスターズ 恐竜大決戦! さらば永遠の友よ（2014年）大橋恵との連名
  - 烈車戦隊トッキュウジャーVSキョウリュウジャー THE MOVIE（2015年）羽岡佳との連名（編曲は羽岡佳・田尻光隆）
- アイアムアヒーロー（2016年）

#### アニメ
- 餓狼伝説 -THE MOTION PICTURE-（1994年）
- はじまりの冒険者たち レジェンド・オブ・クリスタニア（1995年）大島ミチルとの連名
- 劇場版　キューティーハニーF（1997年）
- こちら葛飾区亀有公園前派出所 THE MOVIE（1999年）
- キン肉マン2世（2003年）（編曲のみ。作曲は渡部チェル）
- こちら葛飾区亀有公園前派出所 THE MOVIE2 UFO襲来! トルネード大作戦!!（2003年）
- いばらの王 -King of Thorn-（2010年）
- セイクリッドセブン〜銀月の翼〜（2012年）
- 機動戦士ガンダムSEED FREEDOM（2024年）[9][10]

### テレビドラマ
- 大江戸弁護人・走る!（1996年、テレビ朝日）
- 男の選びかた（1997年、東海テレビ）
- 素敵に女ざかり2（1998年、NHK）
- 板橋マダムス（1998年、フジテレビ）
- 小市民ケーン（1998年、フジテレビ）
- 催眠（2000年、TBS）
- 救命病棟24時（2001年、2005年、フジテレビ）
- 明日があるさ（2001年、日本テレビ）
- 東京庭付き一戸建て（2002年、日本テレビ）
- ぼくらはみんな生きている（2003年、テレビ朝日）
- 犬神家の一族（2003年、フジテレビ）
- 太閤記 サルと呼ばれた男（2003年、フジテレビ）
- ドラマ愛の詩「ミニモニ。でブレーメンの音楽隊」（2004年、NHK教育テレビ）
- 八つ墓村（2004年、フジテレビ）
- 徳川綱吉 イヌと呼ばれた男（2004年、フジテレビ）
- ワンダフルライフ（2004年、フジテレビ）
- 恋におちたら〜僕の成功の秘密〜（2005年、フジテレビ）
- 刑事部屋〜六本木おかしな捜査班〜（2005年、テレビ朝日）
- 女刑事みずき〜京都洛西署物語〜（2005年・2007年、テレビ朝日）
- 女王蜂（2006年1月6日、フジテレビ）
- ザ・ヒットパレード〜芸能界を変えた男・渡辺晋物語〜（2006年5月26・27日、フジテレビ）
- ドラマW「マエストロ」（2006年9月24日、WOWOW）
- 悪魔が来りて笛を吹く（2007年1月5日、フジテレビ）
- 花嫁とパパ（2007年、フジテレビ）
- ちりとてちん（2007年、NHK）
- スワンの馬鹿! 〜こづかい3万円の恋〜（2007年、関西テレビ）
- 鹿男あをによし（2008年、フジテレビ）
- ちりとてちん外伝「まいご3兄弟」（2008年7月25日、NHK）
- 悪魔の手毬唄（2009年1月5日、フジテレビ）
- 浪花の華〜緒方洪庵事件帳〜（2009年、NHK）
- 官僚たちの夏（2009年、TBS）
- 松本清張ドラマスペシャル「顔」（2009年12月29日、NHK）
- 女刑事みずき〜京都洛西署物語〜スペシャル（2010年6月24日、テレビ朝日）
- 高校入試（2012年、フジテレビ）
- 土曜ドラマスペシャル 実験刑事トトリ（2012年、NHK）
  - 実験刑事トトリ2（2013年、NHK）
- dinner（2013年、フジテレビ）
- 山田くんと7人の魔女（2013年、フジテレビ）
- ロストデイズ（2014年、フジテレビ）
- NHKスペシャル特集ドラマ「東京が戦場になった日」（2014年3月15日、NHK）
- サイレント・プア（2014年、NHK）
- 土曜ドラマ ダークスーツ（2014年、NHK）
- テミスの剣（2017年、テレビ東京）
- ヘッドハンター（2018年、テレビ東京）
- 集団左遷!!（2019年、TBS）
- 大富豪同心（2019年、NHK BSプレミアム/NHK総合）
- 行列の女神〜らーめん才遊記〜（2020年、テレビ東京）
- 正直不動産（2022年、NHK総合）

### 特撮
- ウルトラシリーズ
  - ウルトラマンガイア（1998年 - 1999年、毎日放送）
  - ウルトラマンメビウス（2006年 - 2007年、中部日本放送）
  - ウルトラギャラクシー大怪獣バトル（2007年 - 2008年、BS11デジタル）
  - ウルトラギャラクシー大怪獣バトル NEVER ENDING ODYSSEY（2008年 - 2009年、BS11デジタル、音楽協力）
- スーパー戦隊シリーズ
  - 激走戦隊カーレンジャー（1996年 - 1997年、テレビ朝日）
  - 星獣戦隊ギンガマン（1998年 - 1999年、テレビ朝日）
  - 獣電戦隊キョウリュウジャー（2013年 - 2014年 、テレビ朝日）
  - 獣電戦隊キョウリュウジャーブレイブ（2017年）
- 仮面ライダーシリーズ（テレビ朝日）
  - 仮面ライダークウガ（2000年 - 2001年）
  - 仮面ライダーアギト（2001年 - 2002年）
  - 仮面ライダー響鬼（2005年 - 2006年）
  - 仮面ライダー電王（2007年 - 2008年）
  - 仮面ライダージオウ（2018年 - 2019年）
  - 仮面ライダーギーツ（2022年 - 2023年）
- トミカヒーロー レスキューファイアー（2009年 - 2010年、テレビ愛知）
- 大魔神カノン（2010年、テレビ東京）

### Vシネマ
- ウルトラマンパワード（1993年 - 1994年）
- 激走戦隊カーレンジャーVSオーレンジャー（1997年）
- 電磁戦隊メガレンジャーVSカーレンジャー（1998年）
- 星獣戦隊ギンガマンVSメガレンジャー（1999年）
- 救急戦隊ゴーゴーファイブVSギンガマン（2000年）
- ウルトラマンガイア ガイアよ再び（2001年）
- ウルトラマンメビウス外伝 ゴーストリバース（2009年・サウンドトラック協力）
- 帰ってきた獣電戦隊キョウリュウジャー 100 YEARS AFTER（2014年）
- 仮面ライダージオウ NEXT TIME ゲイツ、マジェスティ（2020年）
- 仮面ライダーギーツ ジャマト・アウェイキング（2024年）
- 王様戦隊キングオージャーVSキョウリュウジャー（2024年）坂部剛との連名

### ネットドラマ
- ウルトラマンメビウス外伝 ヒカリサーガ（2006年、インターネットテレビ配信）
- 炎の転校生REBORN（Netflix配信）（2017年）
- RIDER TIME 仮面ライダージオウ VS ディケイド 7人のジオウ！（TELASA配信）（2021年）
- ギーツエクストラ 仮面ライダーパンクジャック（東映特撮ファンクラブ配信）（2023年）
- ギーツエクストラ 仮面ライダータイクーンmeets仮面ライダーシノビ（東映特撮ファンクラブ配信）（2023年）桜menとの連名
- ギーツエクストラ 緊急特番 蔵出し!デザグラスペシャル（東映特撮ファンクラブ配信）（2023年）
- ギーツエクストラ 仮面ライダーゲイザー（東映特撮ファンクラブ配信）（2024年）

### テレビアニメ
- 大好きムスティー（1990年）
- ゲンジ通信あげだま（1991年）
- クッキングパパ（1992年）
- GS美神（1993年）
- バトルファイターズ餓狼伝説（1993年）
- 赤ずきんチャチャ（1994年） 手塚理との連名
- 覇王大系リューナイト アデュー・レジェンド（1994年） 奥慶一との連名
- 新世紀GPXサイバーフォーミュラSAGA（1996年）、SIN（1998年）
- こちら葛飾区亀有公園前派出所（1996年） 米光亮との連名
- キューティーハニーF（1997年）
- 超魔神英雄伝ワタル（1997年） 朝川朋之との連名
- 厄災仔寵（1997年）
- 発明BOYカニパン（1998年） BMF (Being MUSIC FACTORY INC.)との連名
- 星方天使エンジェルリンクス（1999年）
- 鋼鉄天使くるみ（1999年）
- THE ビッグオー（1999年）、For Second Season（2002年）
- HUNTER×HUNTER（1999年）
- 鋼鉄天使くるみ弐式（2000年）
- 風まかせ月影蘭（2000年）
- GEAR戦士電童（2000年）[11]
- バンパイヤン・キッズ（2001年）
- フルメタル・パニック!（2002年）[12]、フルメタル・パニック?ふもっふ（2003年）、The Second Raid（2005年）、Invisible Victory（2018年）
- ホイッスル!（2002年）
- りぜるまいん（2002年）
- 機動戦士ガンダムSEED（2002年）
- 機動戦士ガンダムSEED DESTINY（2004年）
- GUNSLINGER GIRL（2003年）
- A15シリーズ（変身3部作）（2004年）
  - 超変身コス∞プレイヤー
  - ヒットをねらえ!
  - LOVE♥LOVE?
- ジパング（2004年）
- capeta（2005年）
- シムーン（2006年）[13]
- BLACK BLOOD BROTHERS（2006年）
- 家庭教師ヒットマンREBORN!（2006年 - 2010年）
- エレメントハンター（2009年）
- セイクリッドセブン（2011年）
- 聖闘士星矢Ω（2012年）
- 聖闘士星矢 黄金魂 -soul of gold-（2015年）
- こちら葛飾区亀有公園前派出所 THE FINAL 両津勘吉 最後の日（2016年） 米光亮との連名
- 聖闘士星矢 セインティア翔（2018年、Webアニメ）[14]
- デジモンアドベンチャー:（2020年）
- 天才王子の赤字国家再生術（2022年）
- 聖者無双〜サラリーマン、異世界で生き残るために歩む道〜（2023年）

### ゲーム
- ブルー スティンガー（1999年、ドリームキャスト）
- 魔人と失われた王国（2011年、Xbox 360・PlayStation 3）
- 蒼焔の艦隊（2017年、スマートフォン向けアプリ）
- 星鳴エコーズ（2019年、スマートフォン向けアプリ）

### ミュージカル・舞台

#### アニメ･漫画・ゲーム関連
- バンダイスーパーミュージカル『聖闘士星矢』（1991年）※和田薫との連名
  - スーパーミュージカル『聖闘士星矢』（2011年）
- 姫ちゃんのリボン（1993年）
- 赤ずきんチャチャ（1994年）
- ナースエンジェルりりかSOS（1995年）
- 水色時代（1996年）
- ケロケロちゃいむ（1997年）
- 発明BOYカニパン（1998年）
- リカちゃん（1999年）
- こちら葛飾区亀有公園前派出所（1999年・2003年・2006年・2016年）
- ハンター×ハンター（2001年）
- ミュージカル・テニスの王子様（2003年 - 2010年）
  - ミュージカル・テニスの王子様2ndシーズン（2011年 - 2014年）
  - ミュージカル・テニスの王子様3rdシーズン（2015年 - 2019年）
- ギャラクシーエンジェル（2005年）
- 忍者イリュージョン NARUTO -ナルト-（2006年）
- エアギア（2007年・2010年）
- プライド（2010年）
- ミュージカル『薄桜鬼』〜斎藤一篇〜（2012年）
  - ミュージカル『薄桜鬼』沖田総司篇（2013年）
  - ミュージカル『薄桜鬼』土方歳三篇（2013年）
  - ミュージカル『薄桜鬼』風間千景篇（2014年）
  - ミュージカル『薄桜鬼』藤堂平助篇（2015年）
  - ミュージカル『薄桜鬼』黎明録（2015年）
  - ミュージカル『薄桜鬼』新選組奇譚（2016年）
  - ミュージカル『薄桜鬼』原田左之助篇（2017年）
- ミュージカル「美少女戦士セーラームーン」（2013年）
  - 美少女戦士セーラームーン～Petite Étrangère～（2014年）
  - 美少女戦士セーラームーン-Un Nouveau Voyage-（2015年）
  - 美少女戦士セーラームーン-Amour Eternal-（2016年）
  - 美少女戦士セーラームーン-Le Mouvement Final-（2017年）
- ミュージカル『SAMURAI 7』（2015年）
- ミュージカル「陰陽師」〜平安絵巻〜（2018年）
  - ミュージカル「陰陽師」〜大江山編〜（2019年）

#### 劇団四季
- 李香蘭（編曲）
- 夢から醒めた夢（編曲）
- 王子とこじき（作・編曲）
- 人間になりたがった猫（編曲）
- 桃次郎の冒険（編曲）
- むかしむかしゾウがきた（編曲）

#### その他・一般
- ヘアー’97（音楽監督）
- 風とともに去りぬ（2001年 - 2003年・2006年・2011年 -)
- ミー・アンド・マイガール（2003年）（音楽監督）
- ピヴォ☆ガール（2005年）
- いろどり橋（2006年）
- OUT OF ORDER 〜偉人伝心〜（2007年）
- D-BOYS STAGE vol.1 満員御礼（2007年）
- ウェディング・シンガー（2008年）（音楽監督）
- フラガール（2008年）
- Triangle 〜ルームシェアのススメ〜（2009年）
- コーヒープリンス1号店（2012年）
- 星めぐりのうた（2012年）（楽曲提供）
- 倶利迦羅（2015年）
- ミュージカル アニー（2017年）（音楽監督）
- オペラ 赤毛のアン（2018年）（作曲・音楽監督）

### 編曲
New Sounds in Brassシリーズ（吹奏楽編曲）
- ディズニーメドレー II（1989年）
- バットマン（1990年）
- モーツァルト・ポップス・シンフォニー（1991年）
- メインストリート・エレクトリカル・パレード（1992年）
- 〈メドレー〉（ドリームズ・カム・トゥルーのヒットソングより）（1993年）
- リヴァプール・サウンド・コレクション（1995年）
- ディープ・パープル・メドレー（1996年）
- SMAPメドレー（1997年）

### その他
- 共立女子学園創立110周年記念歌『夢を未来（あした）へ』
- 近海郵船フェリーイメージソング「そよ風とサブリナ」「COME AGAIN」（1990年）[15]
- AURORA神秘の光を求めて…（1992年、インストゥルメンタルアルバム、廃盤）
- 1994年アジア大会（オープニングイベントの音楽）
- いろいろエクスプレス・いろんなれっしゃしゅっぱつしんこう（ともに1996年）うたの科学館シリーズ のりものの歌〜速い列車・楽しい列車〜に収録
- オレは機関車（1996年）うたの科学館シリーズ のりものの歌〜 むかしの列車・いまの列車〜に収録
- 神戸学院大学学歌『緑漲る』（1997年作曲）
- HEALING MUSIC OF NATURE Fantastic Bird（1997年）
- 二人は一人〜安らぎの音楽集〜（2000年、インスト4曲、歌2曲。全て作、編曲）
- はっぴょう会 絵本から劇あそび『おしゃべりなたまごやき』（2008年、作・編曲）
  - 『ぞうのたまごのたまごやき』（2017年、作・編曲）
- 株式会社メイトのオリジナル教材。オペレッタ（絵本劇）など
  - ありんこのアリー（2011年）
  - ふしぎなキャンディーやさん（2012年）
  - おおかみと7ひきのこやぎ
  - くれよんのくろくん
  - パン パン パンがし（編曲のみ。作曲は小坂明子）
  - おともだちに なってね
  - さんびきのこぶた
  - きいろいふうせん
- 笑点特大号（2013年、中村八大作曲のテーマ曲の編曲）

## 受賞歴
- 1988年
  - CBSソニー主催 ニューアーティスト・オーディション1988
    - 最優秀賞
    - クリスティンリード賞
- 2001年
  - 第30回ザテレビジョンドラマアカデミー賞 劇中音楽賞（『救命病棟24時』）[16]
- 2004年
  - 第11回日本プロ音楽録音賞（「交響組曲機動戦士ガンダムSEED」内「Gundam 揺れる心と誓いの絆」）
- 2005年
  - JASRAC賞 銅賞（「ガンダムSEED BGM」）
- 2014年
  - JASRAC賞 国際賞（「『ハンター×ハンター』の背景音楽 9位入賞）
  - 第54回モンテカルロ・テレビ祭 モナコ赤十字賞（NHKスペシャル特集ドラマ『東京が戦場になった日』）

- 2018年
  - 佐川吉男音楽賞 奨励賞(【宮崎県オペラ協会】オペラ「赤毛のアン」)